# Михална
«Михална» — российская поп-группа. Исполняет музыку в стиле, который критики называют «поп-рок», или «поп-панк», стилизованную под русские народные частушки. В 2008 году состав группы, включая солистку, был полностью заменён на новый, который играет популярные песни из прежнего репертуара.

## История
В 2004 году радиоведущий Денис Наан познакомился в Симеизе с певицей Евгенией Михайловной Борзых, от отчества которой и произошло название группы. Наан выступил автором текстов и концепции музыкального коллектива, а Борзых стала его первой солисткой.
Первая песня, ставшая хитом — «Безмужичье» была записана с участием Борзых в 2006 году. Её рефрен «Безмужичье бабу редко до добра когда доводит» звучал в качестве саундтрека в телевизионном 47-серийном фильме «Петя великолепный» (2006 год).
В апреле 2006 года под песню «Безмужичье» российский кутюрье Денис Симачёв представлял свою коллекцию в Лондоне.
Песни группы распространялись в интернете, ставились в эфир радиостанциями, в том числе «Радио Алла». Другие известные песни — «Шмотки-тряпки» и «Родина моя». Песня «Шмотки-тряпки» звучит в телевизионном сериале «Дочки-матери», вышедшем в 2008 году.
В 2007 году Наан передал все права на группу компании Sony BMG и новому продюсеру Александру Семёнову («Рабфак», «Юта» и проч.). Зимой того же года группу покидает Евгения Борзых.
Нынешняя солистка — Татьяна Баталова приехала в Москву из Новосибирска в 2006 году. По предложению Александра Семёнова в 2008 году стала новой вокалисткой группы. Ранее Баталова работала корреспондентом программ «Тусовка» (телекомпания РТВ, Новосибирск), «Дамские шпильки» (49 канал, Новосибирск) и в программе «Синемания» на РТР, а также режиссёром на спутниковом телеканале «Парк развлечений». Летом 2016 года Татьяна Баталова переехала в Лос-Анджелес, где занимается видеомонтажом и поет в джазовом хоре колледжа Санта-Моники.
В ноябре 2016 года был выпущен дебютный альбом «Родина», в который вошли 14 песен. Часть из них была записана еще в 2008 году, а остальные — летом 2016. Альбом выпущен на специально созданном лейбле Kotobaza и доступен для скачивания на iTunes, Apple Music и Google Play. Продюсером альбома выступил Александр Семёнов.

## Репертуар
Лирическая героиня, от имени которой ведется повествование в песнях группы — девушка из провинции, приехавшая в Москву, предположительно из Крыма или южных регионов России и неплохо устроившаяся в столице. Среди знакомых героини — обеспеченные люди, например менеджер по имени Кирилл, любящий рассуждать о потребительских качествах автомобилей представительского класса марки Mercedes, об акциях РАО ЕЭС и своем бизнесе в Гонконге.
Сквозной персонаж некоторых песен группы — другой приятель лирической героини по имени Генрих Робертович. Это немолодой и некрасивый депутат Государственной Думы, владелец завода в Мордовии, частного самолета и «двух нефтяных вышек» в Нефтеюганске.

## Фестивали
- Нашествие 2006
- Нашествие 2008 (в новом составе)

## Состав группы
- Денис Наан — автор текстов
- Александр Семёнов — продюсер
- Татьяна Баталова — вокал (с начала 2008 года)
- Евгения Борзых — вокал (до 2007 года)

Выступления Татьяны Баталовой также проходили вместе с гитаристом Максимом Ротшильдом. Некоторые концерты проводились совместно с такими коллективами как Тома Амот и «Рабфак».

## Дискография
- «Родина» (2016)[7][8]